# Luigi Gazzoli
Luigi Gazzoli (Terni, 4 maggio 1735 – Roma, 23 giugno 1809) è stato un cardinale italiano.
Era zio del cardinale Ludovico Gazzoli.

## Biografia
Fu governatore di Città di Castello dal 1765 ed a lui si deve la fusione degli ospedali della città in un unico ospedale. La sua opera di amministratore illuminato ed integerrimo è stata molto lodata dai posteri, soprattutto da Giulio Pierangeli. Divenne anche Governatore di Ascoli (luglio 1775), poi di Ancona (gennaio 1781) e quindi di Loreto (febbraio 1785).
Uditore generale presso la Camera Apostolica dal 1801 al 1803, papa Pio VII lo elevò al rango di cardinale nel concistoro del 16 maggio 1803, trattenendone però la nomina in pectore, che rese pubblica nel concistoro dell'11 luglio dello stesso anno, assegnandogli la diaconia di Sant'Adriano al Foro.
Morì il 23 giugno 1809 all'età di 74 anni.